# احتشام
الاحتشام، أو الحشمة، هو نمط من الملابس والسلوك الذي يهدف إلى تجنب تحفيذ الانجذاب الجنسي في الآخرين. تأتي كلمة "الاحتشام" من الكلمة اللاتينية "موديستوس، باللاتينية: modestus" والتي تعني "الحفاظ على القدر أو القياس". معايير الاحتشام تعتمد ثقافيًا وسياقيًا وتختلف كثيرًا. في هذا المنظور قد يعتبر من غير المناسب أو غير محتشم الكشف عن أجزاء معينة من الجسم. في بعض المجتمعات قد ينطوي الاحتشام على تغطية النساء لأجسادهن بالكامل وعدم التحدث إلى الرجال الذين ليسوا من أفراد العائلة المباشرين؛ في مجتمعات أخرى يُعتبر زي السباحة الذي يكشف بالكاد أجزاء من الجسم ولكن من قطعة واحدة احتشاماً بينما ترتدي نساء أخريات البيكيني. في بعض البلدان تعرض الجسد الذي ينتهك معايير الاحتشام المجتمعي يُعتبر فعلا فاضحًا في مكان عام، والعري في الأماكن العامة غير قانوني بشكل عام في معظم أنحاء العالم ويعتبر تعرضًا غير لائق. على سبيل المثال تم سجن ستيفن غوغ وهو رجل وحيد يحاول المشي عاريًا من الجنوب إلى الشمال في المملكة المتحدة بشكل متكرر. ومع ذلك يتم التسامح مع العري في بعض الأحيان في بعض المجتمعات. على سبيل المثال من قبل رهبان ديجمبارا في الهند الذين يتخلون عن الملابس لأسباب الزهد، وأثناء سباق الدراجات العالمي للعراة.
تختلف معايير الاحتشام في السياقات شبه العامة. قد يكون العري مقبولًا في غرف تغيير الملابس العامة أحادية الجنس لحمامات السباحة، أو للفحص الطبي الشامل للرجال قبل الخدمة العسكرية. وفي المعايير الخاصة، تعتمد المعايير مرة أخرى على الظروف. فهناك الشخص الذي لن يخلع ملابسه أبداً بحضور طبيب من الجنس الآخر في سياق اجتماعي قد يفعل ذلك بلا شك لإجراء فحص طبي؛ قد يسمح البعض الآخر بالفحص ولكن فقط من قبل شخص من نفس الجنس.

## الجسم

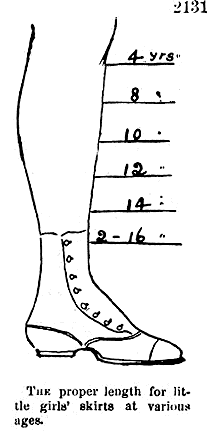
رسم تخطيطي لعام 1868 من هاربر بازار يظهر أطوال التنورة المناسبة للفتيات وهي تزداد مع نموها.

معايير الاحتشام تمنع كشف أجزاء من الجسم، والتي تختلف بين المجتمعات، والتي قد تشمل مناطق الجلد والشعر والملابس الداخلية والأجزاء الحميمة. قد تتطلب المعايير أيضًا إخفاء شكل الجسم أو أجزاء منه عن طريق ارتداء ملابس غير واسعة. هناك أيضًا عادات تتعلق بتغيير الملابس (مثل على الشاطئ مع عدم وجود مرافق مغلقة)، وإغلاق أو غلق الباب عند تغيير الحمام أو الاستحمام.
تختلف معايير الاحتشام باختلاف الثقافة أو الجيل وتختلف اعتمادًا على من المتعري، وأي أجزاء من الجسم قد كشفت، ومدة الكشف عنها، والسياق، ومتغيرات الأخرى. يمكن أن تشمل فئات الأشخاص الذين يمكنهم رؤية جسد شخص آخر:
- الزوج أو الشريك
- صديق أو فرد من العائلة من نفس الجنس
- غرباء من نفس الجنس.

سيشمل السياق مسائل مثل ما إذا كان في منزل أحدهم أو في منزل أحد أفراد الأسرة، أو في منزل صديق، أو في مكان شبه عام، أو على شاطئ، أو حمام سباحة (بما في ذلك ما إذا كانت هذه الأماكن تسمح بملابس اختيارية) أو الغرف التغيير أو الأماكن العامة الأخرى. على سبيل المثال لا يُعتبر ارتداء ثوب السباحة على الشاطئ غير محتشم، في حين أنه من المحتمل أن يكون كذلك في الشارع أو المكتب.
الاحتشام المفرط يسمى تزمت. كحالة طبية يطلق عليه أيضًا رهاب التعري. ويسمى عدم الاحتشام المفرط استعرائية.

## الاحتشام في الأوساط الطبية
في أوقات الطوارئ العامة أو الخاصة، قد يتم تعليق مقاييس اللباس المحتشم إذا لزم الأمر. على سبيل المثال خلال هجمات الجمرة الخبيثة المشتبه بها في عامي 1998 و2001 في الولايات المتحدة، كان على مجموعات من الأشخاص خلع ملابسهم الداخلية في الخيام التي أقيمت في ساحات الانتظار وأماكن عامة أخرى للإستحمام بخراطيم أقسام الإطفاء. من ناحية أخرى، حتى في حالات الطوارئ لا يستطيع بعض الناس التخلي عن حاجتهم لإخفاء أجسادهم، حتى إذا كان هناك خطر حياتهم. قد ينطبق هذا على التطهير بعد هجوم كيميائي أو بيولوجي، حيث تكون إزالة الملابس الملوثة ضرورة، أو الهروب من حريق في الليل دون توفر وقت للارتداء.

## في اللباس

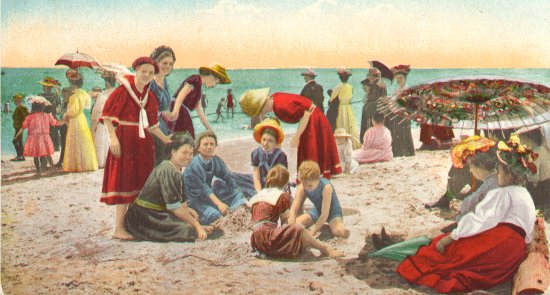
استجمام على شاطئ كاليفورنيا في العقد الأول من القرن العشرين

معظم نقاشات الاحتشام تتضمن الملابس. معايير الاحتشام المقبول واللياقة، في تخفف مستمر في كثير من أنحاء العالم منذ القرن التاسع عشر، بملابس أقصر، وأضيق، وأكثر كشفا وملابس السباحة، وتخفيفا بالنسبة للنساء أكثر من الرجال. ترتدي معظم الناس الملابس التي يعتبرونها غير محتشمة بشكل غير مقبول لدينهم وثقافتهم وأجيالهم ومناسباتهم والحاضرين. ترتدي البعض الملابس التي يعتبرونها غير محتشمة بغرضالاستثارة، أو للدعاية.

### المعايير الغربية المقبولة بشكل عام
الاحتشام المناسب يعتمد على السياق والمكان. على سبيل المثال، في غرف تغيير الملابس العامة أحادية الجنس، غالبًا ما يكون العُري مقبولًا.

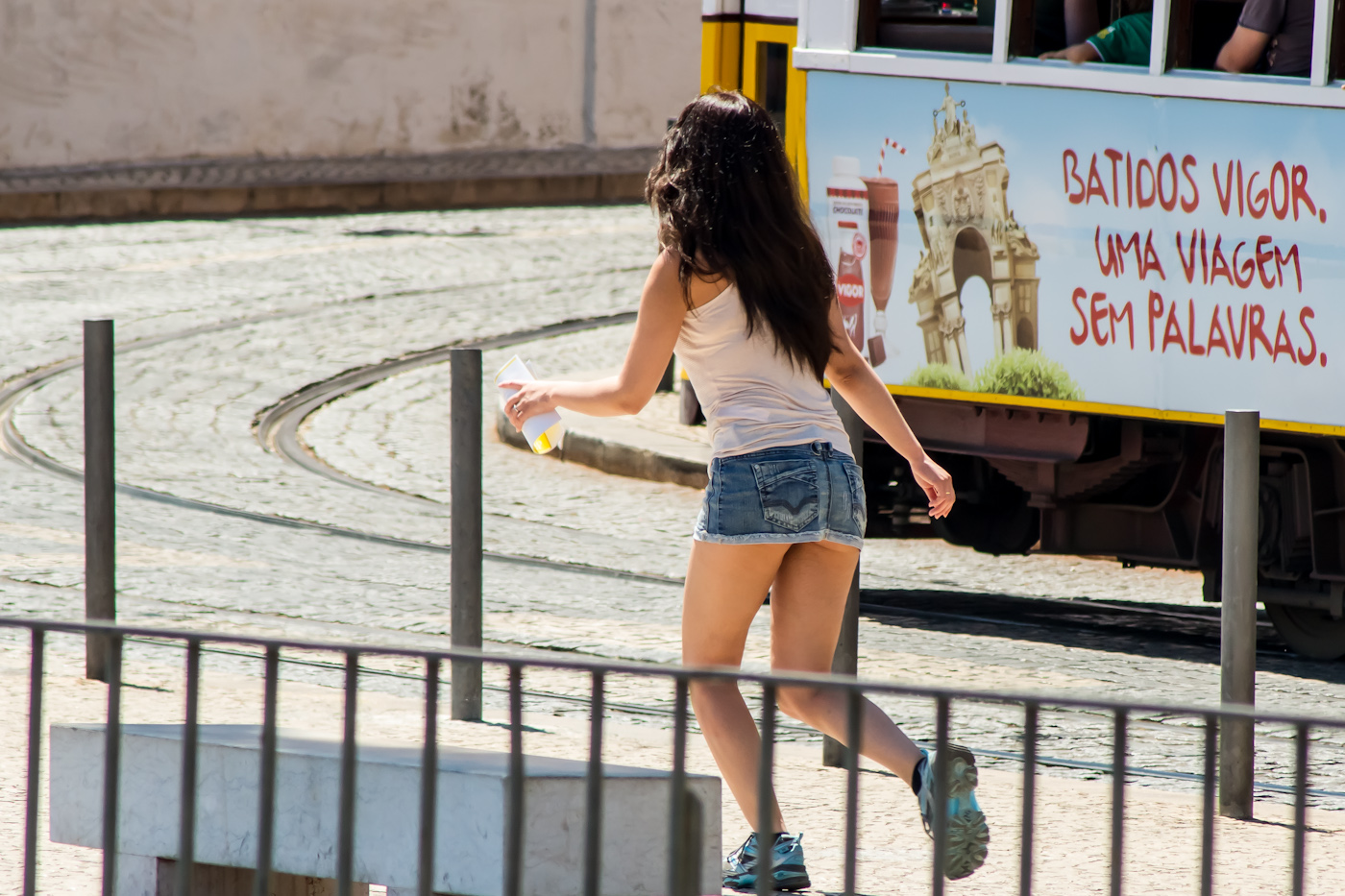
يختلف تعريف الملابس المحتشمة اختلافًا كبيرًا بين الثقافات. تظهر الصورة فتاة في تنورة صغيرة في البرتغال.

في الغرب وبعض المجتمعات الأخرى، هناك اختلافات في الرأي حول مقدار التعرض المقبول للجسم في الأماكن العامة.
في المجتمع الغربي المعاصر، يعتمد مدى الكشف عن شق الثدي على السياق الاجتماعي والثقافي والإقليمي.
عادة ما تكشف ملابس السباحة والبيكيني النسائية عن قمم وجوانب الثدي، أو قد تكون عاريات كما هو شائع على شواطئ الريفيرا الفرنسية.
يُعد عرض شق الثدي أمرًا مسموحًا به في العديد من الأماكن، بل إنه يعد علامة على الأناقة والرقي في العديد من المناسبات الاجتماعية الرسمية، ولكن قد يُعتبر غير مناسب في أماكن مثل أماكن العمل والكنائس والمدارس، بينما يُعتبر إظهار الحلمات أو الهالة دائمًا تعري للصدر أو عري جزئي. ومع ذلك، في بعض الظروف، قد تتم الموافقة رسميًا على التعرض الجزئي للثدي في الكنيسة، كما في عام 2014 حيث أثار البابا فرانسيس المنتخب حديثًا تعليقًا عالميًا عندما شجع الأمهات على الرضاعة الطبيعية في الكنيسة إذا كان أطفالهن جائعين.
في المنازل الخاصة، يتم تطبيق معايير الحشمة بشكل انتقائي. على سبيل المثال، يمكن أن يحدث العري بين أفراد الأسرة المقربين في المنزل، خاصة في غرفة النوم والحمام، ومن الشائع ارتداء الملابس الداخلية في المنزل فقط.

في العديد من الثقافات، من غير المقبول أن تكشف الأرداف في الأماكن العامة؛ تعمد فعل ذلك أحيانًا يكون بمثابة إهانة. في الأماكن العامة، تتوقع معايير الحشمة الغربية من الناس تغطية أعضائهم التناسلية، والنساء لتغطية صدورهن. في أوائل القرن الحادي والعشرين، أصبحت الرضاعة الطبيعية العامة مقبولة بشكل متزايد، وأحيانًا يحميها القانون. يوفر قانون الرعاية الصحية للرئيس باراك أوباما من عام 2010 دعمًا إضافيًا للأمهات المرضعات، مما يتطلب من أصحاب العمل توفير مساحة خاصة ومحمية للموظفين لاستخدامها من أجل التمريض.

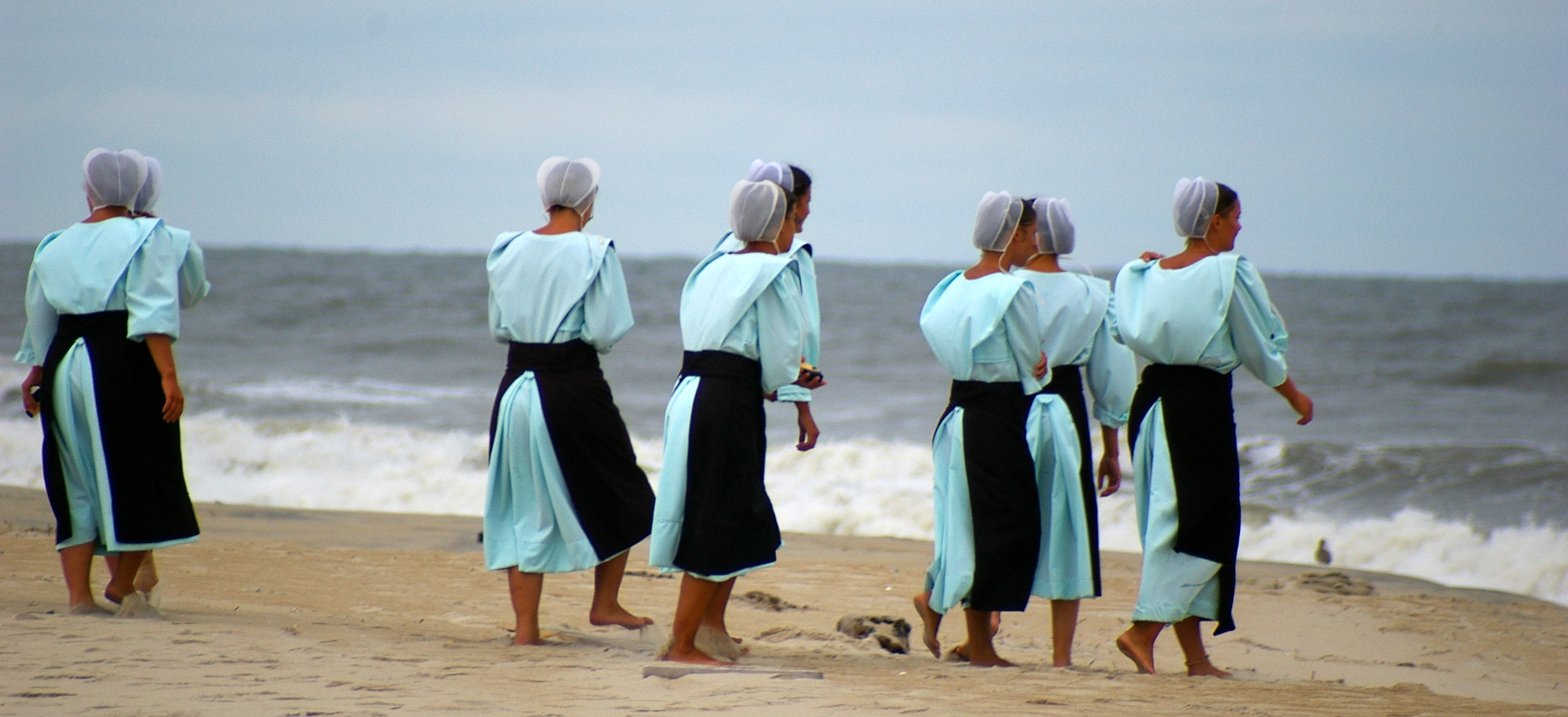
الاحتشام في اللباس هو مفهوم ثقافي نسبي، حتى في الغرب، كما هو موضح أعلاه في الفستان البسيط لنساء الأميش على شاطئ أمريكي في عام 2007.

### الفروق بين الجنسين
يخضع الرجال والنساء لمعايير مختلفة من الاحتشام في اللباس. بينما يُتوقع من الرجال والنساء في الثقافة الغربية عمومًا الحفاظ على أعضائهم التناسلية مغطاة في جميع الأوقات، يُتوقع من النساء أيضًا الحفاظ على ثدييهن مغطى. عادةً ما يغطي الرجال بعض أجزاء الجسم أكثر من النساء، على سبيل المثال يغطون الحجاب الحاجز والجزء العلوي من الظهر.
بعض المنظمات تدافع عن المساواة بين الجنسين فيما يتعلق بكشف الجسد. في عام 1992 قبلت أعلى محكمة في ولاية نيويورك حجج التعديل الرابع عشر وألغت الحكم الوارد في قانون نيويورك الخاص بتعري الشخص الذي جعل من غير القانوني للمرأة أن تكشف صدرها حيث يُسمح للرجال بذلك.

## ثقافات الشعوب الأصلية التقليدية
ثقافات الشعوب الأصلية التقليدية، مثل التي في أستراليا وأفريقيا والسكان الأصليين هناك وثقافاتهم، يعتبرون أكثر تساهلا مع قضايا الملابس، على الرغم من كم الملابس المطلوب يختلف إلى حد كبير، من لا شيء بالنسبة لبعض النساء، إلى كل شيء ما عدا حشفة القضيب بالنسبة للرجال في بعض القبائل. في بعض الثقافات الأفريقية يعتبر طلاء الجسم تغطية له، ويعتبره العديد كلباس.
لا يجب أن يكون الاحتشام مرتبطًا بارتداء المزيد من الملابس خاصة في حالة القبائل الأصلية. يشعر البعض هناك بأنهم مكشوفون عند رؤيتهم في ملابس معينة على الرغم من أن ملابسهم العادية تكشف أكثر. ويعتبر وجود حلقات الأذن أو الشفة احتشامًا والعكس صحيح أيضًا.

## التقاليد الدينية

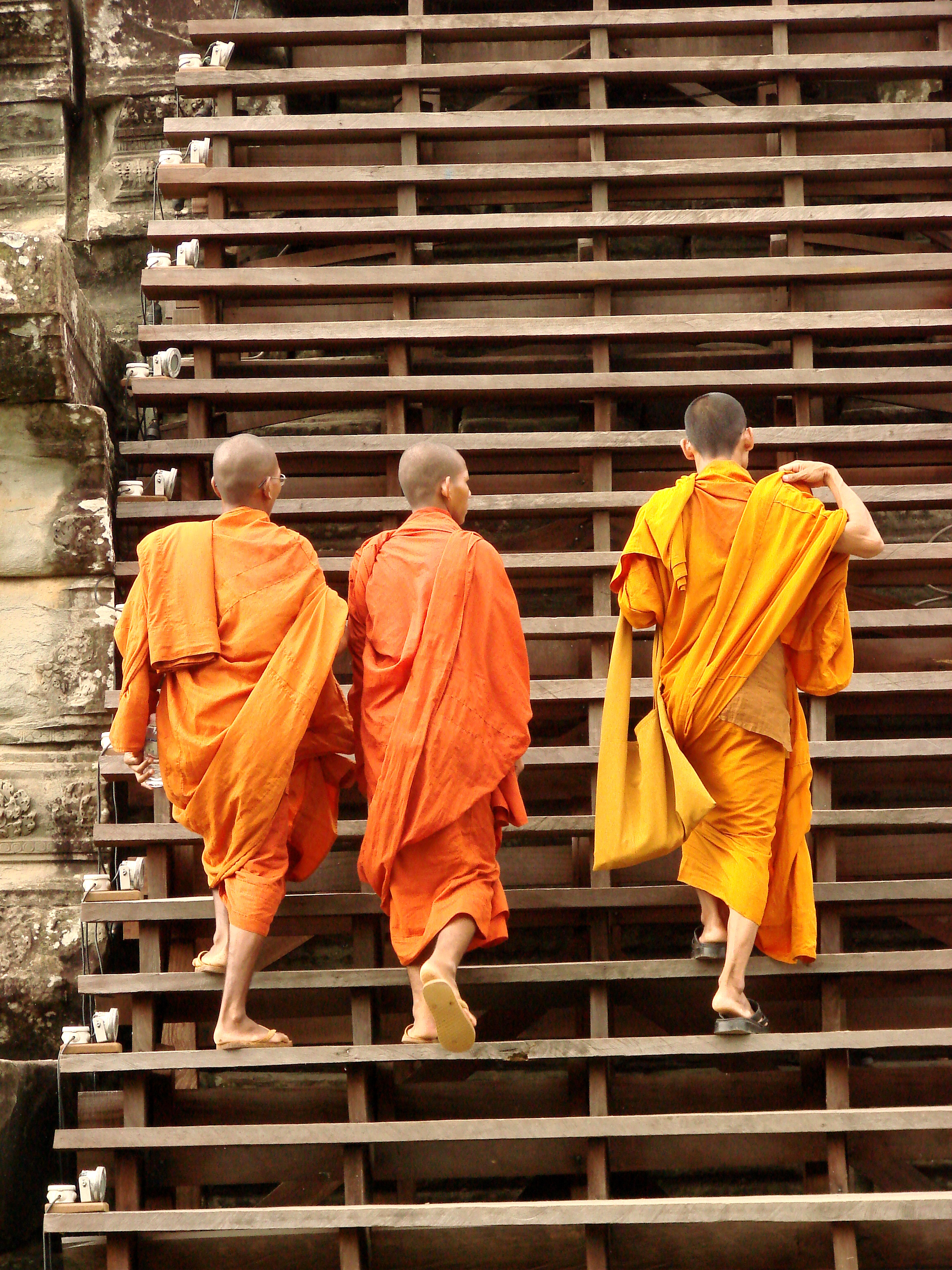
الاحتشام في لباس الرهبان البوذيين الذين يزورون مجمع المعابد الهندوسية البوذية أنكور وات ، كمبوديا

سعت معظم أديان العالم إلى معالجة القضايا الأخلاقية التي تنشأ عن النشاط الجنسي للناس في المجتمع وفي التفاعلات البشرية. لقد طور كل دين رئيسي قوانين أخلاقية تغطي قضايا الجنس والخلق والأخلاقيات وما إلى ذلك. إلى جانب الجوانب الأخرى من الحياة الجنسية، تسعى هذه الأشكال الأخلاقية إلى تنظيم المواقف التي يمكن أن تثير الانجذاب الجنسي والتأثير على سلوك وممارسات الناس التي يمكن أن تثير مثل هذه المسألة أو التي تبالغ في الحياة الجنسية للشخص. لطالما كان لهذه القوانين الدينية تأثير قوي على مواقف الناس تجاه قضايا الاحتشام في اللباس والسلوك والكلام.. إلخ.

### البوذية
الاحتشام في اللباس مهم في البوذية. توفر قواعد السيخية لزي الرهبان البوذيين، على سبيل المثال، توفر إرشادات حول الملابس المناسبة بالإضافة إلى الطرق الموصى بها لخلعها بالنسبة للرهبان.

### المسيحية

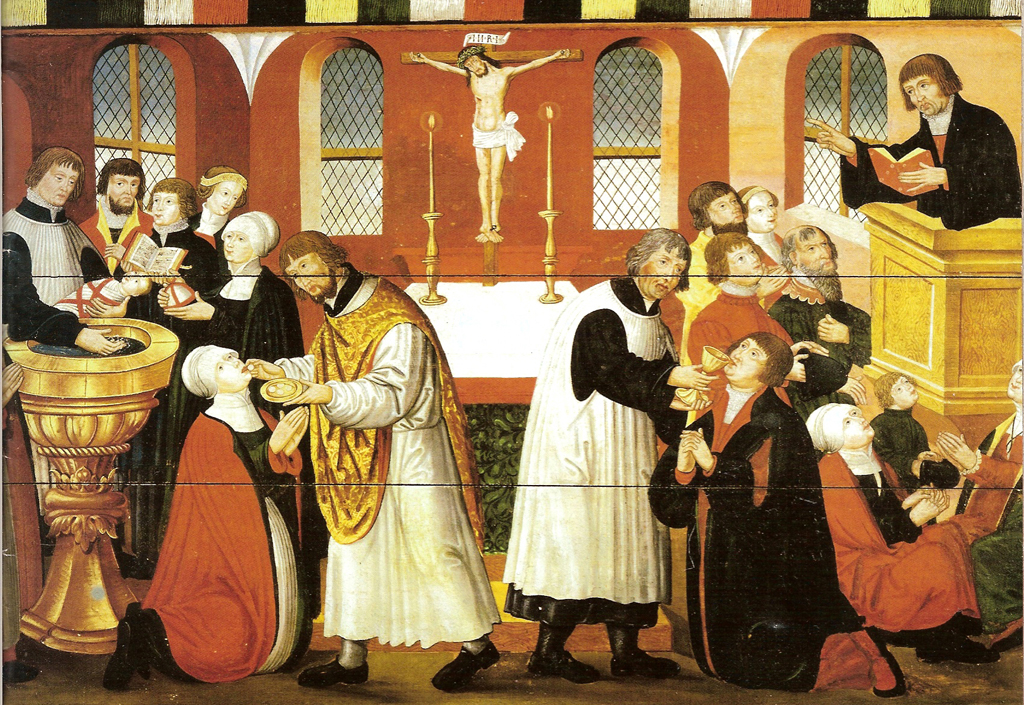
تظهر لوحة للخدمة الإلهية اللوثرية نساء يرتدين غطاء الرأس المسيحي.

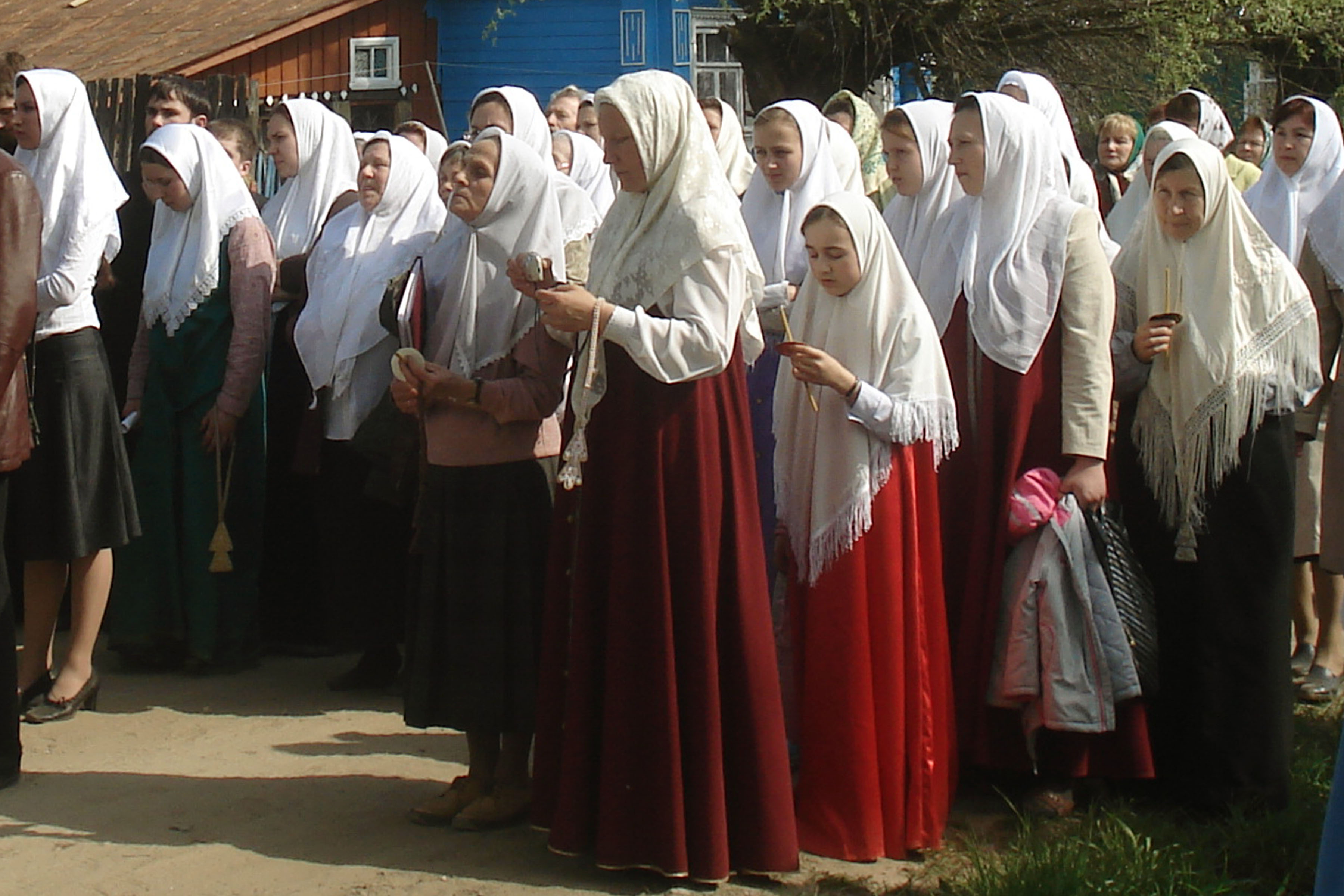
نساء يُرتدين ملابس محتشمة خارج كنيسة أرثوذكسية روسية ، كنيسة من الطقوس القديمة.

وفقًا للعهد الجديد: «ينبغي ألا يكون وجود للزينة الخارجية مثل: جدائل الشعر، أو ارتداء المجوهرات الذهبية، أو ارتداء الملابس باهظة الثمن، 4 بل الطابع الخفي للقلب هو الذي يُعبَّر عن الجمال اللطيف والهادئ في عيني الله»(1 بطرس 3: 3-4).
يعتبر العديد من المسيحيين الثالوثيين أن الاحتشام مهم للغاية،  على الرغم من وجود اختلافات كبيرة في الرأي حول متطلباته وأغراضه.
تاريخيًا، كان مناصري الطوائف المسيحية التقليدية (بما في ذلك الأنجليكانية،  المعمدانية،  الأرثوذكسية الشرقية،  اللوثرية،  الميثودية،  الأرثوذكسية الشرقية،  الإصلاحية،  والنساء الروم الكاثوليك)  ارتدين غطاء الرأس المسيحي أثناء العبادة، أو طوال الوقت، تمشيا مع تفسيرهم لرسالة كورنثوس الأولى 11: 2-16. على الرغم من أن هذه الممارسة قد تضاءلت في بعض أجزاء العالم كما هو الحال في أمريكا الشمالية، إلا أنها شائعة في مناطق أخرى مثل أوروبا الشرقية وجنوب آسيا.

#### المعمدانيين
يمتلك العديد من المسيحيين المحافظين المعمدانيين، بما فيهم الأميش، وبعض المجموعات المينوناتية في تقاليدهم المحافظة، والهوتريين، والمسيحيين الرسوليين، ومجتمعات برودرهوف، والمعمدانيين الألمان، وصفات لباس عادي مصممة لتحقيق الاحتشام وخلق شعور بهوية الكنيسة، كما كتب بتروفيتش: «معيار ملابسهم ليس المقصود فقط تحديد نمط يوافق جميع الأعضاء على أن يكون غطاء محتشما ولكن يجب أن يتوافق أيضًا مع رؤيتهم ليسوع على أنه وديع ومحتشم يرتدي كفلاح بسيط من عامة القرية. وبما أن معيار اللباس الراسخ يعزز الوحدة، فإنه يوفر أيضًا إحساسًا بالغاية المشتركة». تتم كتابة هذه المتطلبات إما في بيانات طائفية أو جماعية  أو يتم فهمها وتعزيزها من خلال الضغط غير الرسمي والتنبيهات الخدمية.
تختلف الكنائس في مقدار تجربة الأعضاء مع الاحتشام والموضة في اللباس. بعض المجموعات، على سبيل المثال، قد تكون أقل ميلًا إلى اللوم على الفساتين الضيقة طالما تم الحفاظ على الأسلوب المميز للكنيسة  أو لوم ملابس السباحة الشعبية التي يتم ارتداؤها أثناء السباحة في مجموعات أو في الأماكن العامة؛  يلاحظ الآخرون بعناية ويتبنون نمط كنيستهم لارتداء ملابس متواضعة ومتميزة في جميع المناسبات غير الخاصة. 

#### الكاثوليكية

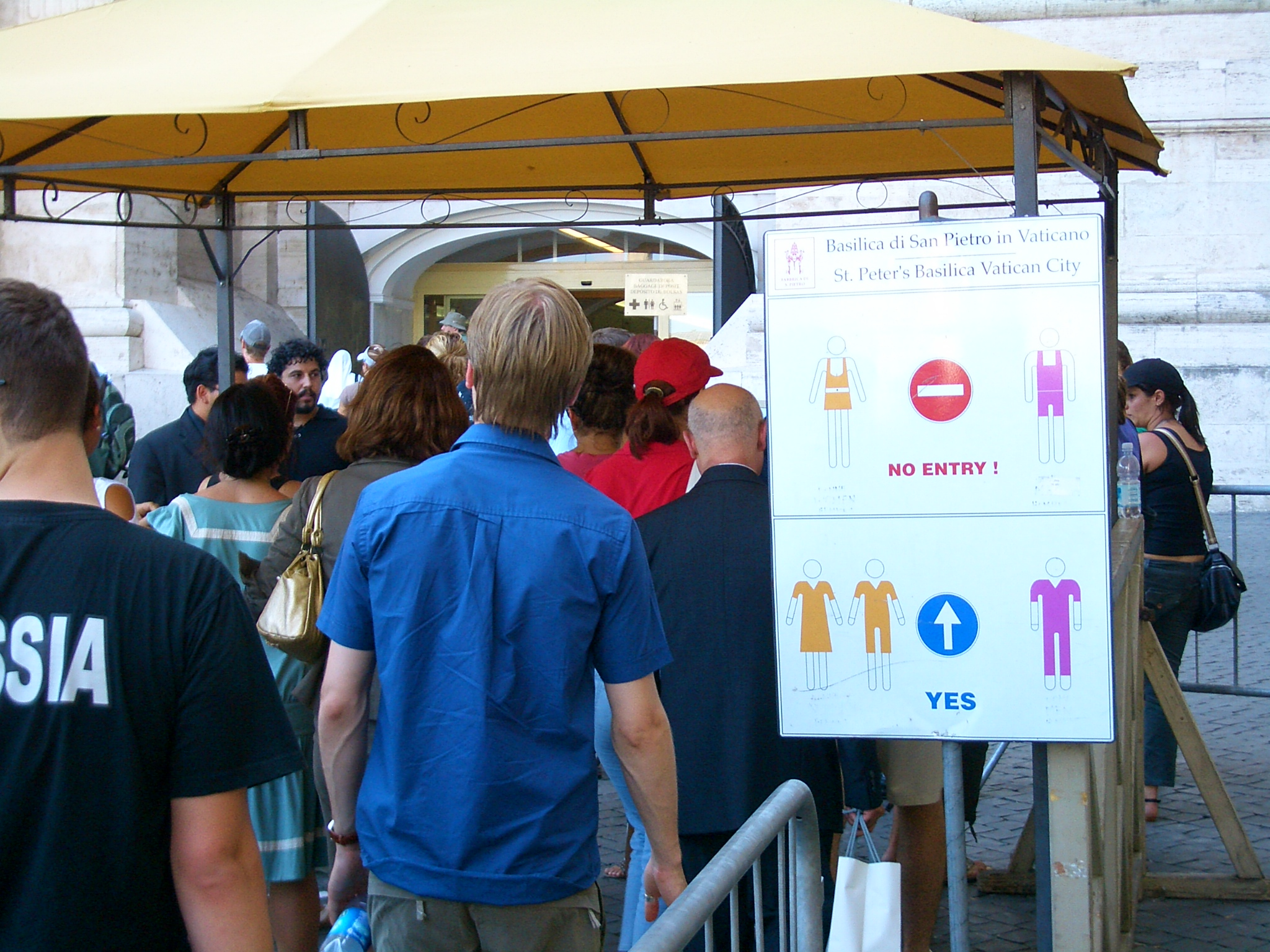
لافتة لإعلام السائحين بمعايير اللباس الدنيا المطلوبة لدخول كنيسة القديس بطرس في الفاتيكان

يتوقع من الكاثوليك ارتداء ملابس محتشمة. من المعروف أن الأشكال التي يتخذها الاحتشام تختلف من ثقافة إلى أخرى. كان ارتداء غطاء الرأس المسيحي في القداس لأول مرة كقاعدة عامة للطقوس اللاتينية بموجب قانون القانون الكنسي لعام 1917 ،  ألغيه قانون القانون الكنسي لعام 1983. بصرف النظر عن ذلك، لم تكن هناك أية إرشادات «رسمية» صادرة عن الكنيسة الكاثوليكية. لكن من وقت لآخر، أعطى هرم الكنيسة وبعض الباباوات آراء حول مسائل مختلفة. على الرغم من أن هذه الإرشادات ليست ملزمة، إلا أنه يتم اتباعها غالبًا. صرح البابا بيوس الثاني عشر أنه يجب على النساء تغطية أذرعهن وكتفيهن، وأن تغطي تنانيرهن على الأقل حتى الركبة، ويجب ألا يكشف خط العنق عن أي شيء. صرح جوزيبي الكاردينال سيري من جنوة أن السراويل كانت لباسًا غير مقبول للنساء. حاول العديد من الكاثوليك التقليديين التوسع في هذا المعيار الأخير.
نشطت هيئة الآداب الكاثوليكية منذ عام 1933 في مراقبة المحتوى المرفوض أخلاقياً في الأفلام. وقد نددت بعدد من الأفلام من بينها العديد بسبب ارتداء الملابس.

### الهندوسية
تطورت فرضية ومفاهيم الاحتشام في ظل الهندوسية. خلال العصور الفيدية، كل من الرجال والنساء يرتدون قطعتين على الأقل من الثوب الرايات الذي كان إلى حد كبير غير متمايز وطوعي ومرن. كانت الملابس المخيطة مثل التنانير شائعة أيضًا في الفترة الفيدية. ومع ذلك، فإن الاحتشام لم تحدده تعاليم الدين، ولكن من خلال التقاليد المحلية والأعراف الاجتماعية والمهنة والظروف والمناسبات. تطورت القطع المتعددة من الفساتين المكسوة بالنساء إلى قطعة قماش طويلة واحدة بين الهندوس الهنود، والتي تسمى الآن الساري؛  لكنها بقيت قطعتين أو أكثر لهندوس جنوب شرق آسيا. وبالنسبة للرجال، واللباس رايات تخفيضها إلى قطعة واحدة، تسمى الآن بأسماء مختلفة.
يعتقد كريستوفر بايلي أن المعتقد الهندوسي  هو أن الاحتشام من خلال اللباس المناسب لديه الطاقة لنقل الروح والجوهر في الخطاب الاجتماعي. يُعد اللباس وسيلة للتعبير أو الاحتفال، مع بعض عناصر ارتداء الملابس مثل خيوط الزعفران أو الثوب الأبيض الذي يرتديه الرجال كأخلاقي وتحويلي ووسيلة لتحديد وإيصال دور الفرد الاجتماعي في التجمع، أو حالة حياة المرء مثل الحداد في أيام أو أسابيع بعد وفاة أحد أفراد أسرته.

### دين الإسلام

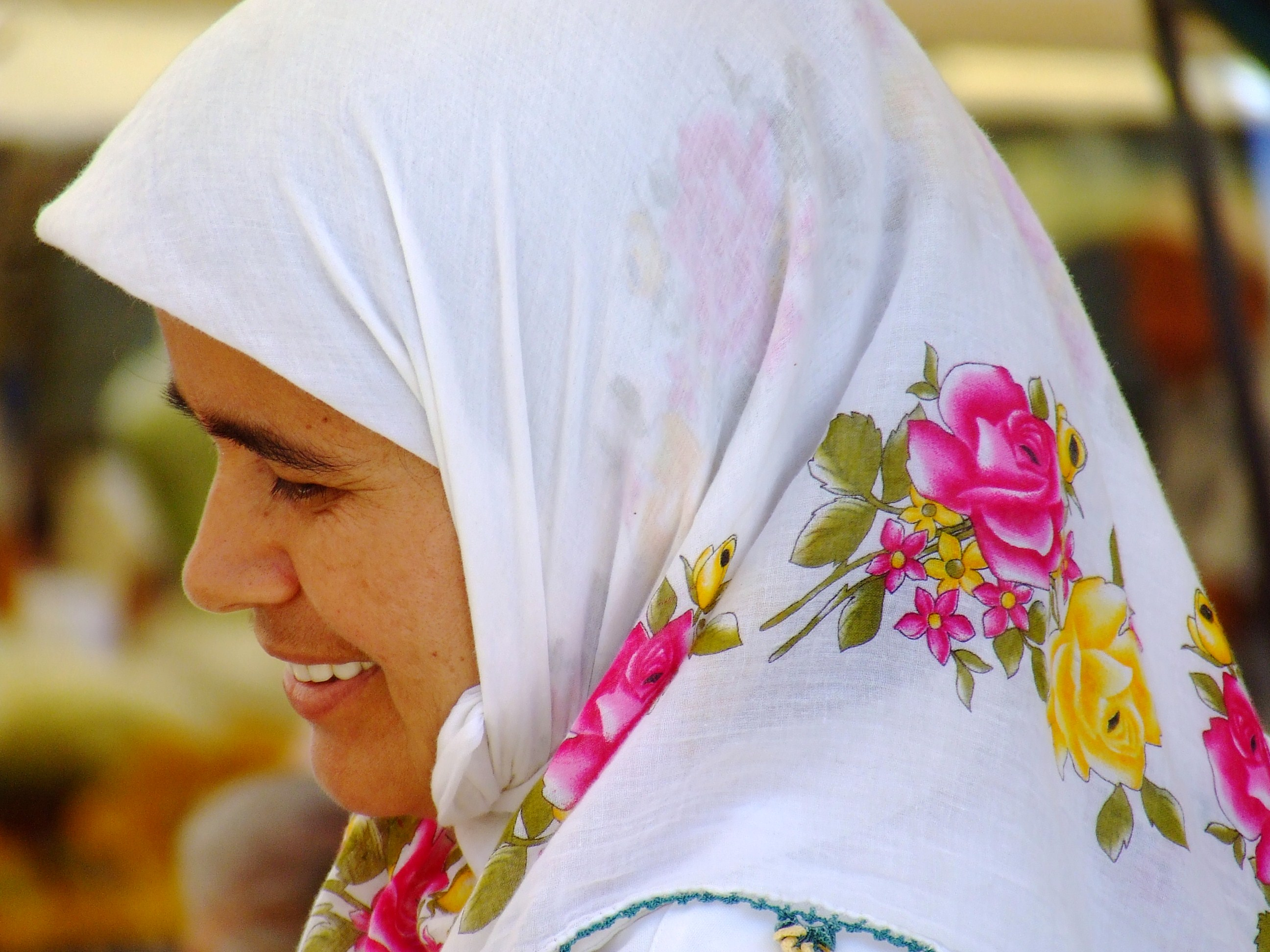
الحجاب

أكد الإسلام بقوة على مفهوم الحشمة والورع. وقد ورد في كثير من الأحاديث الصحيحة أن «الاحتشام جزء من الإيمان». الاحتشام مطلوب حقًا في التفاعل بين أفراد الجنس الآخر وفي بعض الحالات بين أفراد من نفس الجنس أيضًا. قواعد اللباس هي جزء من هذا التعليم الشامل.

#### نساء
﴿وَقُلْ لِلْمُؤْمِنَاتِ يَغْضُضْنَ مِنْ أَبْصَارِهِنَّ وَيَحْفَظْنَ فُرُوجَهُنَّ وَلَا يُبْدِينَ زِينَتَهُنَّ إِلَّا مَا ظَهَرَ مِنْهَا وَلْيَضْرِبْنَ بِخُمُرِهِنَّ عَلَى جُيُوبِهِنَّ وَلَا يُبْدِينَ زِينَتَهُنَّ إِلَّا لِبُعُولَتِهِنَّ أَوْ آبَائِهِنَّ أَوْ آبَاءِ بُعُولَتِهِنَّ أَوْ أَبْنَائِهِنَّ أَوْ أَبْنَاءِ بُعُولَتِهِنَّ أَوْ إِخْوَانِهِنَّ أَوْ بَنِي إِخْوَانِهِنَّ أَوْ بَنِي أَخَوَاتِهِنَّ أَوْ نِسَائِهِنَّ أَوْ مَا مَلَكَتْ أَيْمَانُهُنَّ أَوِ التَّابِعِينَ غَيْرِ أُولِي الْإِرْبَةِ مِنَ الرِّجَالِ أَوِ الطِّفْلِ الَّذِينَ لَمْ يَظْهَرُوا عَلَى عَوْرَاتِ النِّسَاءِ وَلَا يَضْرِبْنَ بِأَرْجُلِهِنَّ لِيُعْلَمَ مَا يُخْفِينَ مِنْ زِينَتِهِنَّ وَتُوبُوا إِلَى اللَّهِ جَمِيعًا أَيُّهَ الْمُؤْمِنُونَ لَعَلَّكُمْ تُفْلِحُونَ ۝٣١﴾ [النور:31]
﴿يَا أَيُّهَا الَّذِينَ آمَنُوا إِذَا نَكَحْتُمُ الْمُؤْمِنَاتِ ثُمَّ طَلَّقْتُمُوهُنَّ مِنْ قَبْلِ أَنْ تَمَسُّوهُنَّ فَمَا لَكُمْ عَلَيْهِنَّ مِنْ عِدَّةٍ تَعْتَدُّونَهَا فَمَتِّعُوهُنَّ وَسَرِّحُوهُنَّ سَرَاحًا جَمِيلًا ۝٤٩﴾ [الأحزاب:49] الجلابيب هي كلمة عربية تعني "الثوب الخارجي الفضفاض".
في بعض المجتمعات الإسلامية، ترتدي النساء النقاب، وهو حجاب يغطي الوجه كله باستثناء العينين، أو البرقع الكامل، وهو لباس يغطي كامل الجسد يغطي العينين في بعض الأحيان. ارتداء هذه الملابس شائع في بعض البلدان ذات الأغلبية المسلمة، وليس كلها.

#### رجال

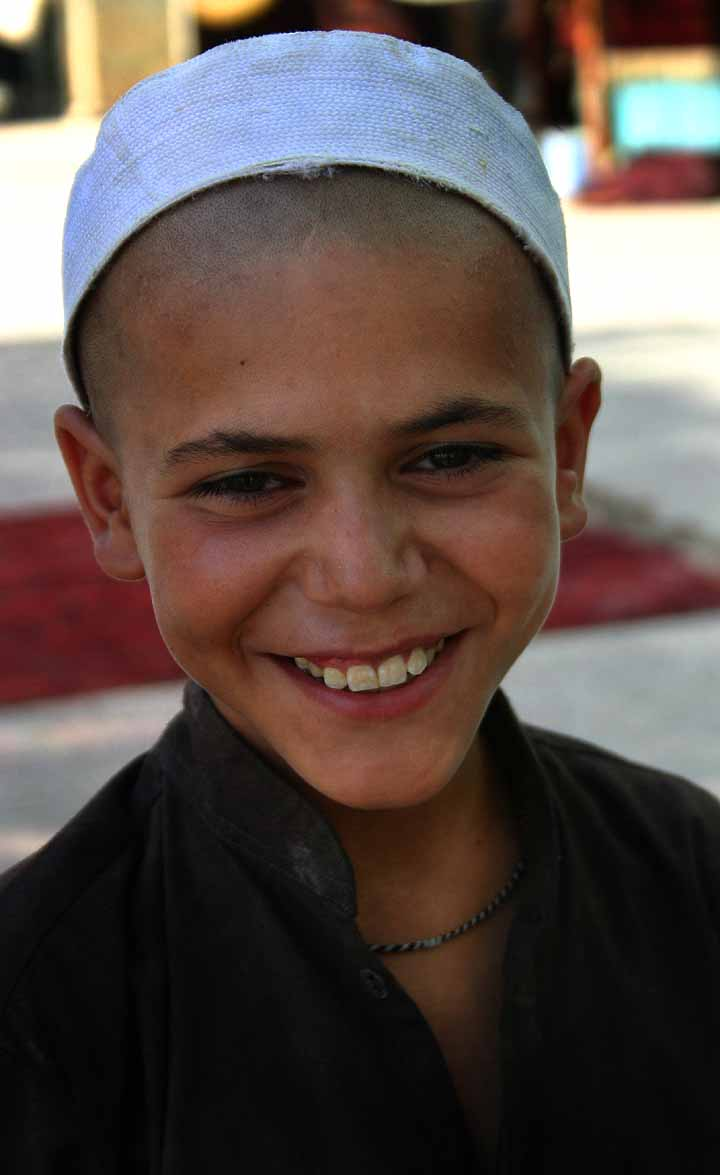
طفل مسلم يرتدي الطاقية.

يتفق معظم العلماء على أن الرجال مطالبون بتغطية كل شيء من السرة إلى الركبتين؛ يختار بعض الرجال أيضًا ارتداء القبعة الإسلامية التقليدية الطاقية، على غرار اليرملك اليهودي أو الكبة. قد تختلف الطاقية في الشكل والحجم واللون، مع اختلاف حسب التقاليد والمنطقة والذوق الشخصي.

### اليهودية
الاحتشام في اليهودية، يسمى تزنيوت ((بالعبرية: צניעות) وهو تعبير أشمل من المقصود بجوانب الملابس، فهو يمتد إلى السلوك في الأماكن العامة والخاصة، ويعتمد على السياق.

#### نساء

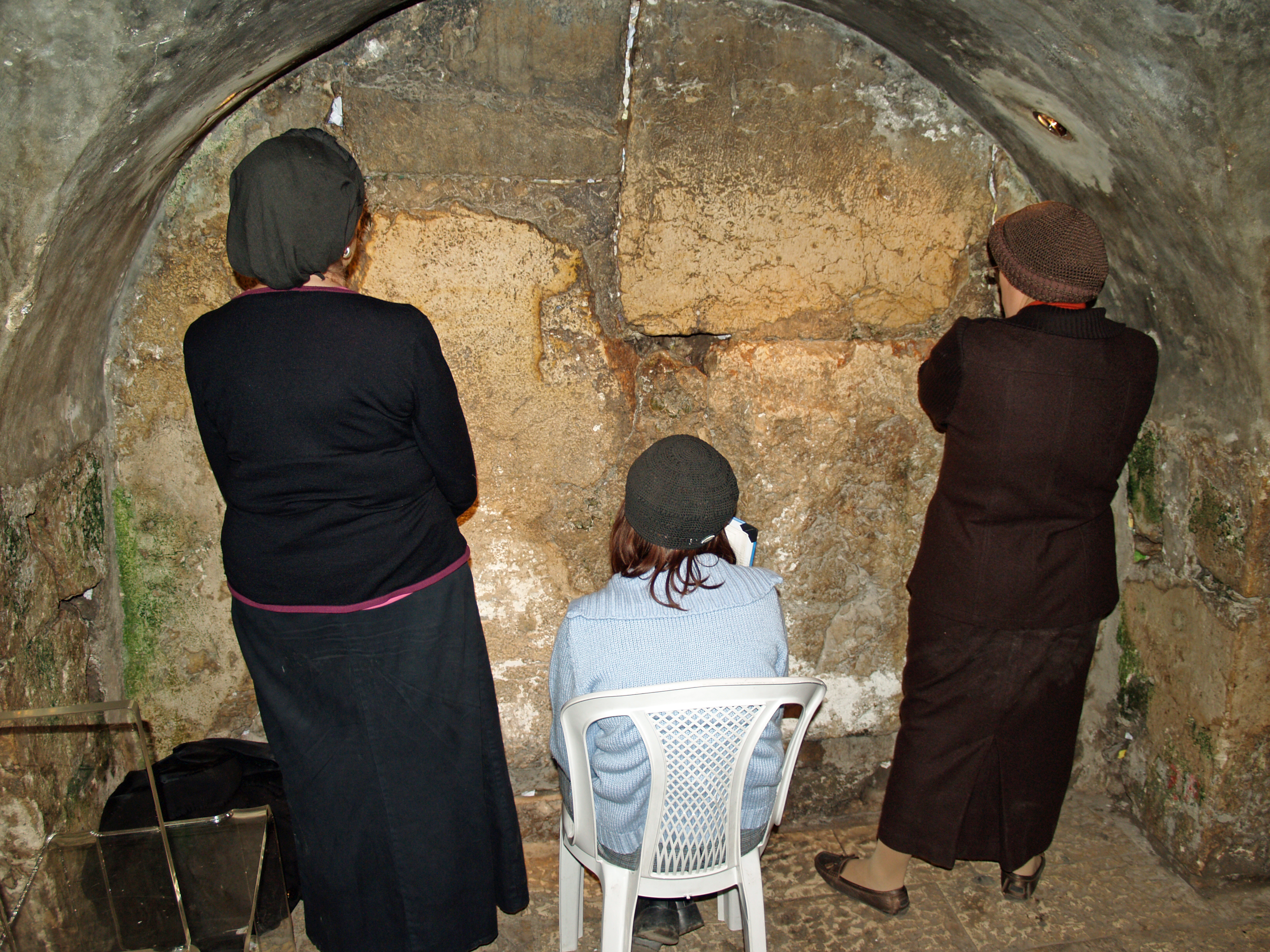
هناك ثلاثة أنماط من تغطية الشعر شائعة بين النساء اليهوديات المتدينات المتزوجات. من اليمين إلى اليسار: سنود ، سقوط ، وقبعة.

في الأرثوذكسية والأرثوذكسية المتطرفة النساء اليهوديات لهم عادة ارتداء التنانير التي تغطي ركبهم، مع البلوزات أو القمصان التي تغطي الترقوة والأكمام تغطي المرفقين. لا يجوز استخدام المواد الشفافة، ومن المتوقع ألا تكون الملابس ضيقة أو «مثيرة». توصي اليهودية المحافظة الأقل صرامة باللباس المحتشم، لكن هذا لا يتم ملاحظته على نطاق واسع. تميل الفروع الأقل تقييدًا من اليهودية إلى تبني أنماط المجتمع الذي يعيشون فيه.

#### رجال

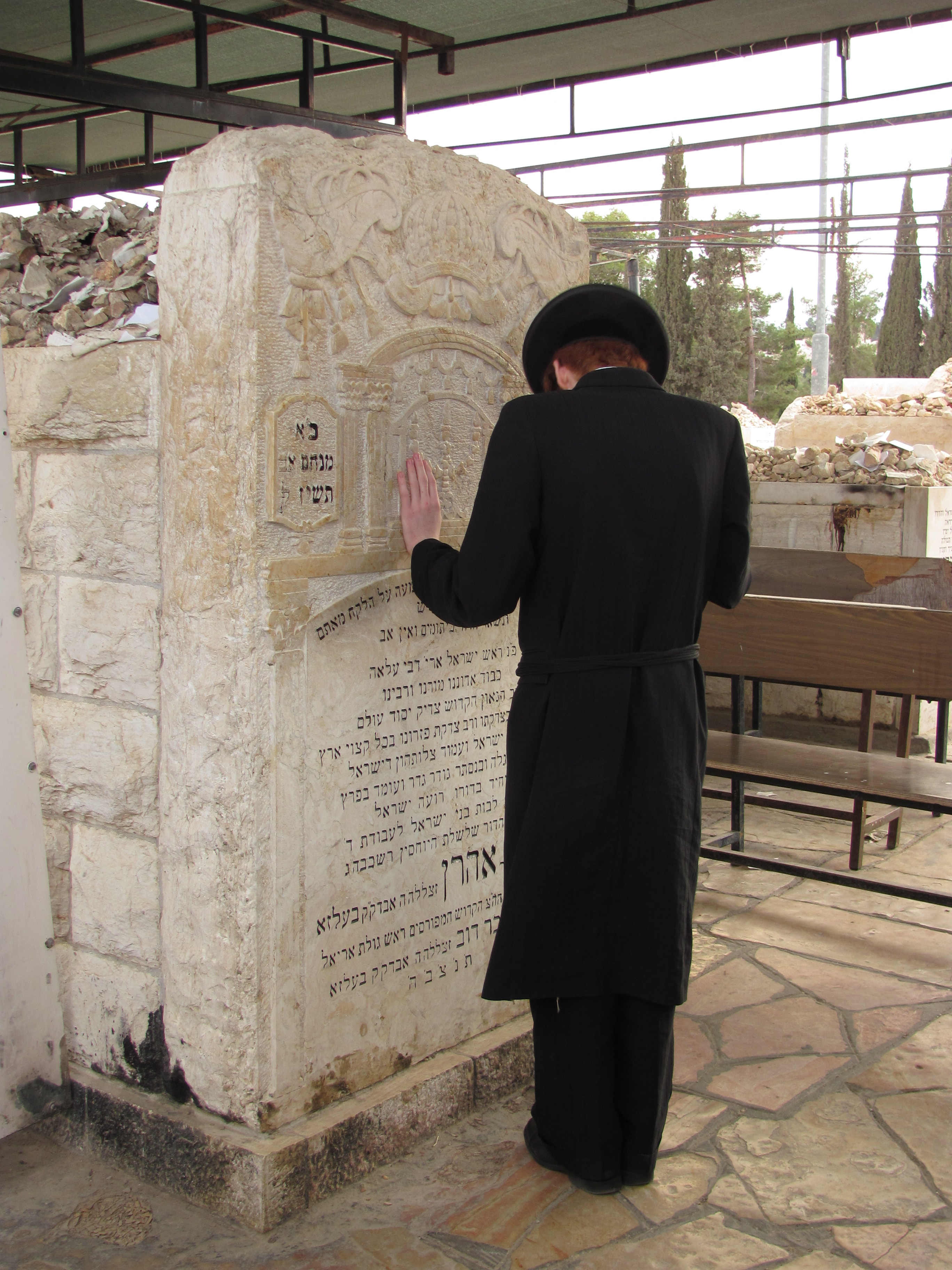
رجل يهودي متشدد يصلي عند قبر ، إسرائيل

تنطبق معايير الحياء أيضًا على الرجال. بينما يرتدي بعض الرجال الأرثوذكس قمصانًا قصيرة الأكمام في الأماكن العامة، فإن الرجال المتدينين لا يرتدونها. سيكون الرجال اليهود الأرثوذكس الأكثر حداثة أكثر تساهلاً في لباسهم عندما يحيط بهم رجال آخرون (إذا لم يكن في بيئة دينية). غالبًا ما يُترجم الاحتشام عند الرجال إلى تغطية الجذع والساقين بملابس فضفاضة. مجموعات مختلفة من اليهود الأرثوذكس لديها معايير مختلفة في اللباس. لكن جميع الرجال يرتدون غطاء الرأس (الكبة).